# Quartier-maître
 (juillet 2017).

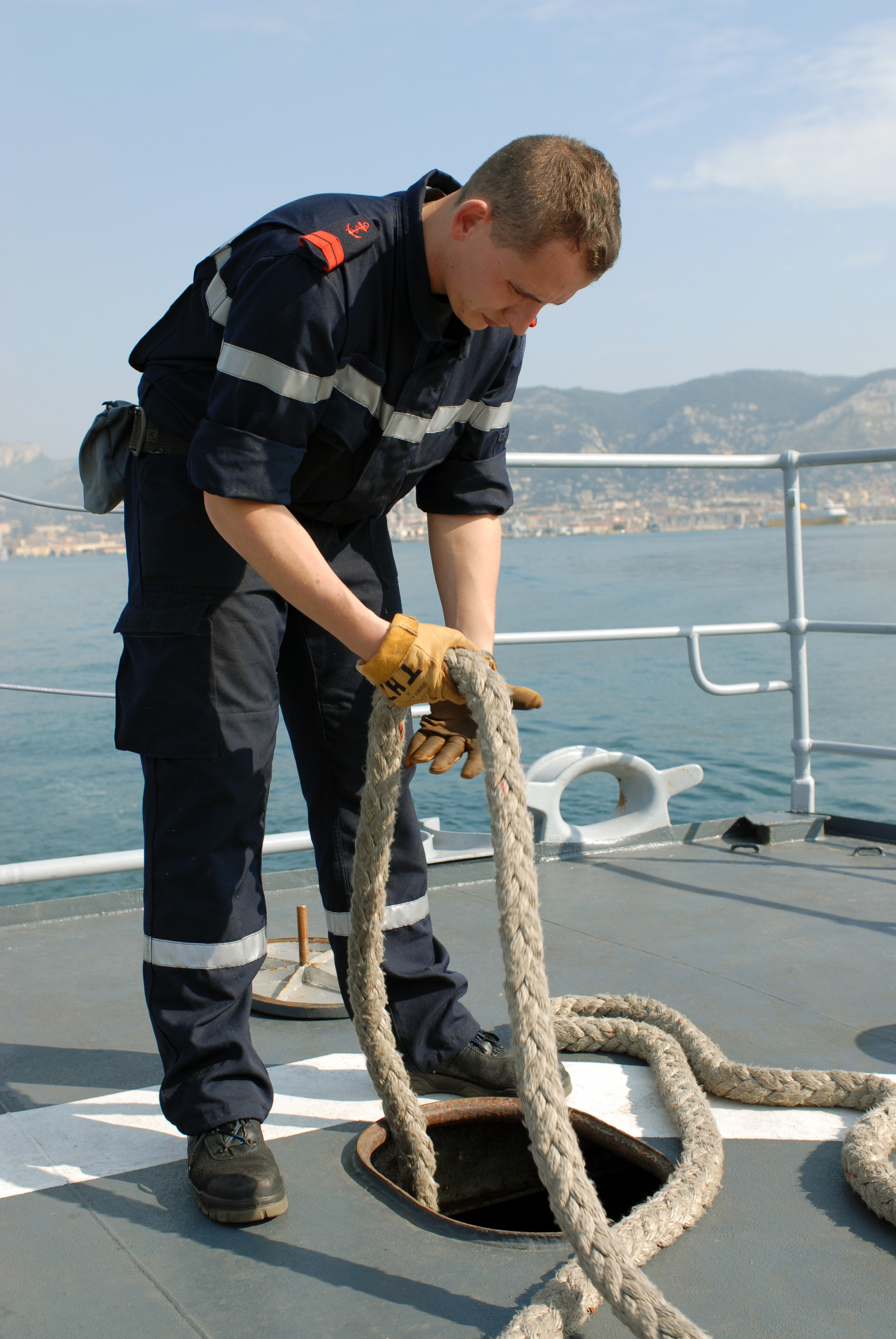
Quartier maître de 2e classe en tenue de protection de base (TPB) de la Marine française.

Quartier-maître désigne le premier grade de la Marine française, le matelot de 1re classe étant une distinction. Dans d'autres marines, le Quartermaster ou Quartiermeister est depuis le XVIIe siècle un officier ou sous-officier chargé de l'intendance. Le terme est d'origine allemande : les premiers Quartiermeister étaient des courtisans chargés de préparer le « coucher du Roi »[réf. nécessaire].

## Marine française

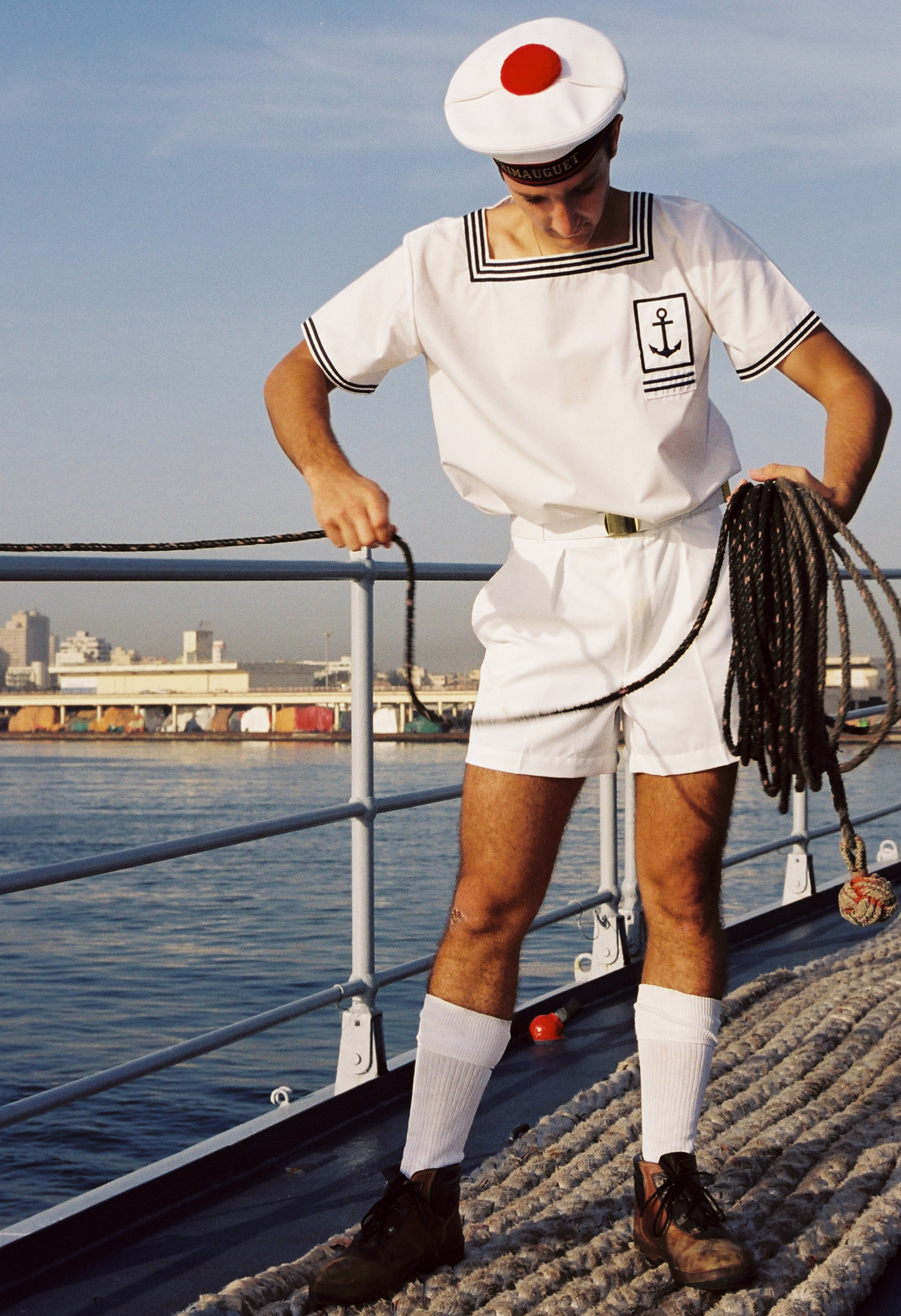
Quartier-maître de 2e classe de la Marine française lovant une "touline" (lance-amarres), en tenue d'Outre-mer.

### Quartier-maître de seconde classe (QM2)
Équivalent à « caporal » ou « brigadier »  dans les autres armées et la Gendarmerie nationale, le quartier-maître de seconde classe est surnommé couramment « crabe », peut-être en raison des chevrons rouges de son insigne de grade qui rappellent les pinces du crustacé. Une autre explication fait remonter ce surnom au temps des navires à vapeur : les quartiers-maîtres de seconde classe étaient chargés d’alimenter les chaudières en charbon ; les passages étant souvent encombrés, ils transportaient les seaux en marchant latéralement, comme des crabes.

Quartier maître de 2e classe « quartier-maître »

| France              | Grades de la Marine nationale     |                                              |
| Précédé par Matelot | Quartier-maître de seconde classe | Suivi par Quartier-maître de première classe |

### Quartier-maître de première classe (QM1)
(avril 2020).
Si vous disposez d'ouvrages ou d'articles de référence ou si vous connaissez des sites web de qualité traitant du thème abordé ici, merci de compléter l'article en donnant les références utiles à sa vérifiabilité et en les liant à la section « Notes et références ».
Équivalent à « caporal-chef » ou brigadier-chef dans les autres armées et la Gendarmerie nationale, le quartier-maître de première classe est surnommé « chouf ». Ce surnom viendrait de la chaudière à vapeur des anciens navires : « chouf » serait alors un diminutif de chauffeur ; cette hypothèse paraît être confirmée par le fait que, traditionnellement, seuls les quartiers-maîtres de 1re classe de la spécialité de mécanicien, voire les seuls vaporistes, étaient appelés « chouf », les QM1 d'autres spécialités étant surnommés « crabe-chef ». Une autre explication pourrait être que les QM1 ont occupé le poste de vigie : le surnom serait alors issu de l’arabe شُفْ [šuf] qui signifie « regarde ! ».
Aujourd'hui, seul le surnom de « chouf » est couramment utilisé.
Jusqu'au repyramidage des grades de 1974, les quartiers-maîtres de 1re classe n'étaient pas corvéables, ce qui en faisaient des « privilégiés » selon le dicton : Trop gradés pour travailler, pas assez pour commander...

Quartier maître de 1re classe « quartier-maître »

| France                                        | Grades de la Marine nationale      |                         |
| Précédé par Quartier-maître de seconde classe | Quartier-maître de première classe | Suivi par Second maître |

### Quartier-maître de première classe avec plus de 10 ans de service
Ce grade (également défini comme 'quartier-maitre-chef de carrière') n'existe plus, et était en vigueur au temps du service national. Il était attribué à des quartiers-maitres de première classe expérimentés mais dont le niveau général d'instruction ne permettait pas de suivre la formation d'admission dans le corps des officiers-mariniers (CFOM dit 'cours de chouf'). Ils portaient la tenue des officiers-mariniers et la casquette et se faisaient appeler « chef » ; ils avaient d'ailleurs le plus souvent les mêmes responsabilités que les seconds maîtres. Les « choufes au-dessus de 10 » étaient surnommés « Deux rouges et un Pastis » ou « Mexicains », en raison du mélange des couleurs de leurs galons, très proche de l'équivalent mexicain du QM1. On peut faire un rapprochement de ce grade, disparu en 2000, avec celui de « caporal-chef de première classe », toujours utilisé dans l'Armée de terre uniquement.

### Quartier-maître du cadre spécial
Il existait également le grade de « quartier-maître du cadre spécial » (CS) réservé aux fusiliers marins. Apparu durant la guerre d’Algérie, il était représenté par un chevron doré traversé dans le sens de la largeur par deux sabords rouges. Le personnel du cadre spécial avait une tenue d'officier marinier. C’était un grade d’attente avant la promotion à celui de second maître, à l'issue de la formation à l'École des fusiliers-marins et commandos de Lorient. ils étaient surnommés par l'équipage "Les fils du bidel".